# Wendy Bermejo
Wendy Karina Bermejo Molina (Caracas, 4 de diciembre de 1979) es una actriz, comediante, guionista, presentadora de televisión y animadora venezolana radicada en Alemania.

## Filmografía

### Telenovelas
| Año  | Título              | Personaje     | Cadena     |
| ---- | ------------------- | ------------- | ---------- |
| 1993 | Por estas calles    | Estudiante    | RCTV       |
| 1998 | Niña mimada         |               | RCTV       |
| 2002 | Guerra de mujeres   |               | Venevision |
| 2002 | Mambo y Canela      |               | Venevision |
| 2009 | ¡Qué clase de amor! | Magaly Chacón | Venevision |

### Series
| Año  | Título         | Cadena                                   | Nota                            |
| ---- | -------------- | ---------------------------------------- | ------------------------------- |
| 2012 | El Capo 2      | RCN Televisión                           |                                 |
| 2013 | Chica vampiro  | RCN Televisión Nickelodeon Latinoamérica |                                 |
| 2015 | Tiro de gracia | Caracol Televisión Univision             |                                 |
| 2015 | Tu voz estéreo | Caracol Televisión                       | Ep. 1894 "La traición de Judas" |
| 2017 | El Comandante  | RCN Televisión                           |                                 |

### Programas
| Año       | Título                    | Rol          | Cadena        |
| --------- | ------------------------- | ------------ | ------------- |
| 2002-2004 | Ají Picante               | Presentadora | RCTV          |
| 2005-2009 | Radio Rochela             | Comediante   | RCTV          |
| 2005-2009 | Cheverísimo               | Comediante   | Venevisión    |
| 2005-2006 | Sin Limite                | Presentadora | RCTV          |
| 2008      | Él Amor entra por la boca | Presentadora | La Tele       |
| 2013      | Juan Pérez Dice           | Comediante   | Canal capital |

### Cine
- Punto y raya (2004)
- El Don (2006) - Reportera
- Seven Percent (2019)